# جک ایوانز (بازیکن فوتبال، زاده ۲۰۰۰)
جک ایوانز (انگلیسی: Jack Evans؛ زادهٔ ۱۰ اوت ۲۰۰۰) بازیکن فوتبال است.